# Octavio Lepage
Octavio Lepage (Anzoátegui, 24 de novembro de 1923 – Caracas, 6 de janeiro de 2017) foi um político e advogado venezuelano. Durante 21 de maio de 1993 a 4 de junho de 1993, ocupou o cargo de presidente interino da Venezuela, representando o partido político centro-esquerda Ação Democrática.
Lepage foi membro do movimento estudantil do partido político Acción Democrática (AD) da Universidade Central da Venezuela (UCV), sendo nomeado em 1945 Secretário do Comitê Executivo da AD em Caracas. Formou-se em Direito pela UCV em 1947 e, em 1948, foi eleito deputado por Anzoátegui ao Congresso Nacional. Em novembro do mesmo ano foi eleito Secretário-Geral da AD, mas não tomou o cargo devido à supressão dos partidos políticos após a derrubada de Rómulo Gallegos.
Lepage foi o primeiro secretário da Acción Democrática enquanto operou clandestinamente de janeiro a setembro de 1949, quando foi sucedido por Leonardo Ruiz Pineda. Lepage também fez parte da Secretaria de Organização do partido. Em julho de 1950, ele foi detido pela Seguridad Nacional (Segurança Nacional) e encarcerado em San Juan de los Morros. Ao ser libertado, em julho de 1954, foi expulso do país e, no exílio, integrou o comitê coordenador estrangeiro.
Retornando do exílio, Lepage foi eleito deputado por Anzoátegui em 1959. Em 1964 foi nomeado embaixador na Bélgica. Ele serviu lá até 1965, quando retornou à Venezuela para assumir a Secretaria Geral da Ação Democrática. Nas eleições de 1973 foi eleito para o Senado venezuelano por Miranda e em 1975 foi designado pelo presidente Carlos Andrés Pérez Ministro do Interior, sendo novamente nomeado durante a administração de Jaime Lusinchi. Lusinchi queria que Lepage fosse o candidato AD nas eleições presidenciais venezuelanas de 1988, mas em uma eleição primária o partido escolheu Carlos Andrés Pérez.
 

Foi Presidente do Senado da Venezuela de 1989 a 1990 e de 1993 a 1994. Em 1993, ele sucedeu Carlos Andrés Pérez e assumiu a Presidência Provisória da República como Presidente do Congresso após a suspensão de Pérez sobre alegações de corrupção. Octavio Lepage foi sucedido por Ramón José Velásquez, que se tornou presidente em 5 de junho de 1993. Ele morreu em 6 de janeiro de 2017, com 93 anos de idade de causas naturais.